# Sunidhi Chauhan
Sunidhi Chauhan (Nuova Delhi, 14 agosto 1983) è una cantante indiana.
Dal 1996 è attiva come "Playback singer", ovvero come cantante in playback per le colonne sonore del cinema indiano.

## Premi
- Annual Central European Bollywood Awards (2007)
- BIG Star Entertainment Awards (2010)
- Filmfare Awards (2007; 2011)
- Global Indian Film Awards (2005)
- Global Indian Music Academy Awards (2011)
- International Indian Film Academy Awards (2005; 2007)
- Mirchi Music Awards (2011)
- Screen Awards (2005; 2007)
- Star Guild Awards (2011)
- Zee Cine Awards (2005)
- Tarang Housefull Awards (2013)
- PTC Punjabi Film Awards (2013; 2015)